# Pomorska.TV
pomorska.tv – regionalna telewizja rozrywkowa o zasięgu ogólnopolskim, której fundamentem są felietony, relacje sportowe i kulturalne oraz programy tematyczne.  
Stacja rozpoczęła nadawanie w lutym 2009. Początkowo była to interaktywna telewizja w systemie wideo na życzenie, dostępna nieodpłatnie za pośrednictwem internetu. Była to jedna z pierwszych tego typu telewizji w Polsce i pierwsza na terenie Pomorza. Jej założycielami i pomysłodawcami byli Tomasz Leśniewski oraz Paweł Piotrowski.
17 sierpnia 2010 została powołana do zarządzania telewizją spółka z ograniczoną odpowiedzialnością - Baltic Media Group. 14 grudnia 2010 telewizja otrzymała koncesję od KRRiT na nadawanie tradycyjną drogą kablową. Telewizję pomorska.tv można oglądać w ponad 360 tysiącach gospodarstw domowych na Pomorzu w sieci UPC, ponadto do kanału ma dostęp blisko milion abonentów platformy Vectra w całym kraju, gdzie pomorska.tv była odbierana na kanale 825.
Telewizja w internecie to nie tylko katalog VOD, ale także jedna z pierwszych telewizji w Polsce, która nieodpłatnie udostępniła swój kanał na żywo w internecie. Dysponuje także możliwością tworzenia subkanałów z niezależnym sygnałem livestream. 
Spółka Baltic Media Group poza telewizją pomorska.tv zajmuje się także realizacją produkcji reklamowych. Dysponuje nowoczesnym studiem multimedialnym z pełnym wyposażeniem realizacyjnym w technologii Full HD, w którym realizowane są nagrania telewizyjne, sesje fotograficzne oraz prowadzone są szkolenia i warsztaty połączone z prezentacjami multimedialnymi. 
W styczniu 2011 do spółki przystąpiła firma Trefl SA jako udziałowiec większościowy. 
26 kwietnia 2015 stacja zmieniła całościową identyfikację wizualną, wprowadzając nowe logo oraz nową szatę graficzną strony internetowej – www.pomorska.tv. 
23 czerwca 2016 stacja zakończyła nadawanie.
Programy pomorska.tv
rozrywkowe
- Ikony Sportu http://pomorska.tv/programy/rozrywkowe/ikony-sportu
- Rap po Godzinach http://pomorska.tv/programy/rozrywkowe/rap-po-godzinach
- Na Walizkach http://pomorska.tv/programy/rozrywkowe/na-walizkach
- Pora Na Zwierzaki http://pomorska.tv/programy/rozrywkowe/pora-na-zwierzaki
- Trzymajmy się Tematu http://pomorska.tv/programy/rozrywkowe/trzymajmy-sie-tematu

sportowe
- Powrót Koszykówki http://pomorska.tv/programy/sportowe/powrot-koszykowki
- Spod Kosza http://pomorska.tv/programy/sportowe/spod-kosza

kulinarne
- Jak Smakuje Pomorze http://pomorska.tv/programy/kulinarne/jak-smakuje-pomorze
- Daj Się Rozsmakować http://pomorska.tv/programy/kulinarne/daj-sie-rozsmakowac
- Pomorski Live Cooking http://pomorska.tv/programy/kulinarne/pomorski-live-cooking

inne programy
- Warto Uważać http://pomorska.tv/programy/nowe-programy/warto-uwazac
- Gminne Metamorfozy http://pomorska.tv/programy/nowe-programy/gminne-metamorfozy